# Dubbelgewelfdstation
Een dubbelgewelfdstation is een type metrostation met dubbele bogen (gewelven), die ook wel 'Londen-type'-stations worden genoemd vanwege het feit dat dergelijke typen stations het meest voorkomen bij de metro van Londen.
In dergelijke stations liggen de sporen met perrons elk in een eigen tunnelbuis. Er is geen centrale hal tussen de perrons maar aan de perroneinden is een verbindingsgang ter grootte van een voorportaal, dat leidt naar de (rol)trappen die naar buiten leiden. In sommige gevallen vormt dit voorportaal ook de basis van de roltrappen. Van dit type station is er nog een aanwezig in de voormalige Sovjet-Unie; Arsenalna in Kiev. In Moskou bevonden zich drie van dergelijke stations, die later werden herbouwd: Loebjanka en Tsjiestieje Proedy zijn nu gewone pylonenstations en Paveletskaja is nu een kolommenstation.